# Enseignement supérieur en Île-de-France
Pour des articles plus généraux, voir Enseignement supérieur en France et Île-de-France.
L'Île-de-France, la plus riche et la plus peuplée des régions françaises est aussi celle qui compte le plus d'étudiants. Elle regroupe encore la plupart des grandes écoles les plus prestigieuses malgré un mouvement de décentralisation qui a conduit notamment au transfert de l'École nationale d'administration à Strasbourg et de l'École normale supérieure lettres et sciences humaines (Fontenay-Saint-Cloud) à Lyon.

## Histoire

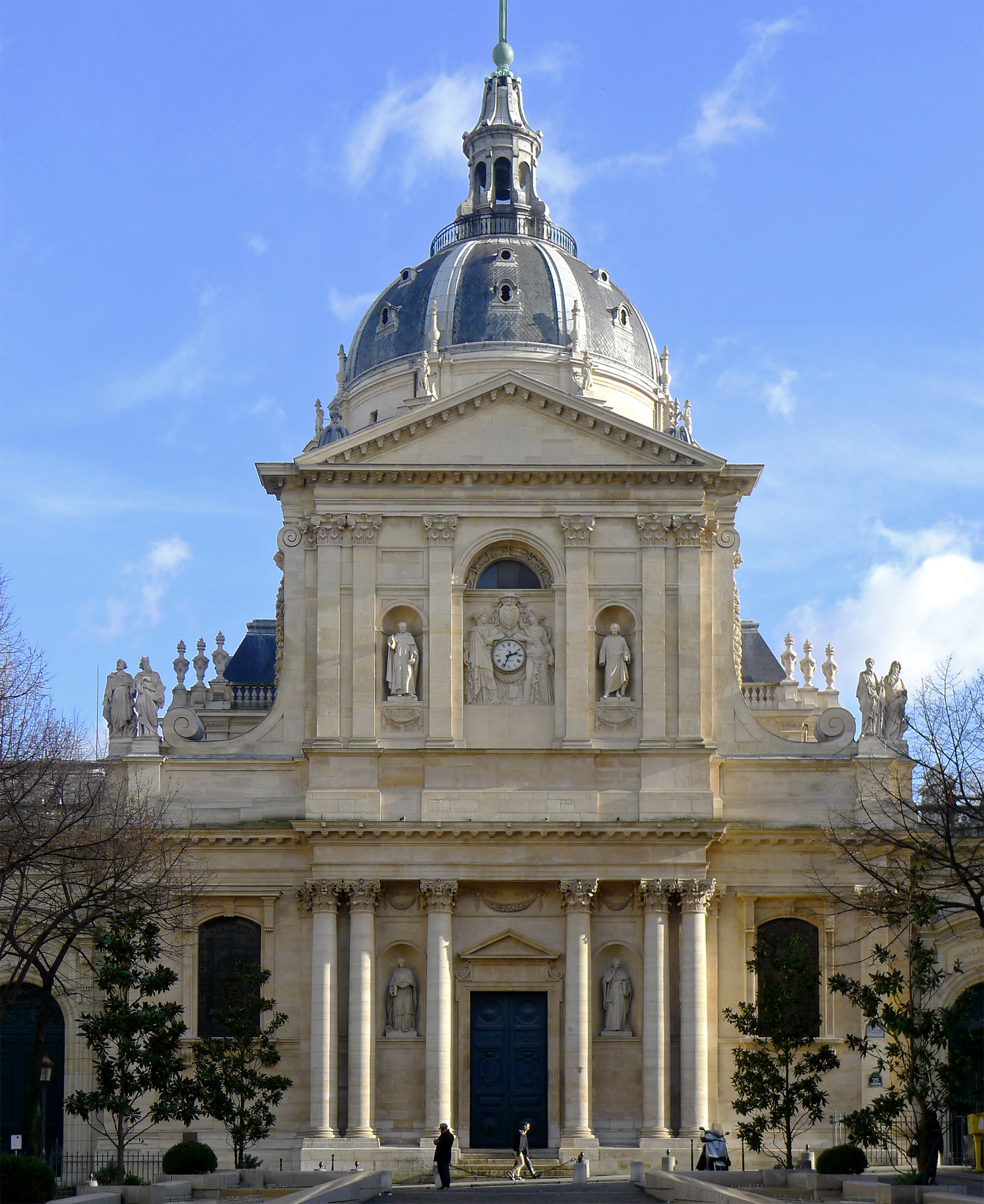
La chapelle de la Sorbonne, symbole des Universités de Paris (Est.1253)

### Moyen Âge
À partir du XIIe siècle, Paris s'impose comme centre important pour la théologie. En 1215, un bulle d'Innocent III reconnaît l'université[réf. nécessaire]. Paris fut pendant le XIIIe siècle, un des grands centres intellectuels d'Europe. À cette époque, on introduisit dans les universités d'occident, sous l'impulsion d'Albert le Grand, les fondements de la science de la Grèce antique et de la civilisation arabo-musulmane. L'université de Paris participa au renom de la ville qui fut, au XIIIe siècle, le plus grand centre intellectuel d'Europe.
Depuis 1213[réf. nécessaire], la faculté est divisée en quatre domaines d'enseignements :
- la médecine ;
- le droit ;
- la théologie ;
- les arts (on incluait les sciences dans les arts, qui tirent leur étymologie des arts libéraux).

### Temps modernes
À partir de la Renaissance, les enseignements de la scolastique, qui formaient la base de l'éducation dans les collèges supérieurs, commencèrent à entrer en déclin, davantage à Paris que dans la partie méridionale de l'Europe, qui était plus avancée dans le processus de renaissance. Sous l'influence des humanistes, à partir des années 1530, les arts commencèrent à acquérir plus de prestige que les autres disciplines.
À la naissance de la science moderne au XVIIe siècle (Galilée, Descartes, etc.), la scolastique fut vivement critiquée pour ses manques en matière d'observation et d'expérimentation.
Au XVIIIe siècle sont fondées les premières écoles d'ingénieurs :
- l'École nationale des ponts et chaussées, alors École Royale des Ponts et Chaussées ;
- l'École nationale supérieure des mines de Paris.

### La Révolution et l'Empire
À la Révolution française, le mouvement général des idées issu des Lumières entraîna la création de nouvelles écoles par la Convention nationale. En 1794, trois école d'importance sont créées à Paris : l'École polytechnique, le Conservatoire national des arts et métiers et l'École normale, aujourd'hui École normale supérieure.
Napoléon donna à l'École polytechnique son statut militaire (qu'elle perdit puis retrouva). Napoléon créa en outre une école militaire à la place de l'école du génie de Mézières, l'école de Saint-Cyr (proche de Paris).

### XIXesiècle
Dans le courant du XIXe siècle, le système des grandes écoles se développa, porté par la révolution industrielle, et se généralisa non seulement dans les grandes écoles scientifiques (écoles centrales, écoles des mines, des télécoms), mais aussi dans les écoles commerciales, et agronomiques.
Le droit et la médecine restèrent sous le giron de l'université. La théologie resta sous la responsabilité de l'Église (Institut catholique de Paris).

## Géographie

### Paris
Paris conserve une place majeure dans la région, bien que certaines écoles aient choisi de partir en banlieue pour bénéficier de campus plus vastes et plus à même notamment d'accueillir des équipements modernes de pointe.
Le Quartier latin — où entre autres établissements d'enseignement supérieur, se trouvent la Sorbonne, le site historique de la rue d'Ulm de l'École normale supérieure et le Collège de France — demeure un endroit clé de l’enseignement supérieur. Cependant, le coût et la rareté de l’espace à l’intérieur de Paris ont poussé certaines institutions, comme l'École centrale des arts et manufactures transférée dès 1969 à Châtenay-Malabry ou l'École polytechnique réinstallée en 1976 à Palaiseau, à s’en détourner pour la banlieue. Certaines autres ne maintiennent dans le cœur de Paris qu'une partie de leurs activités, transférant certains cours et activités de recherche dans d’autres lieux de Paris plus excentrés, à l’instar de l’Université Panthéon-Sorbonne (centre Pierre-Mendès-France, rue de Tolbiac, dans le 13e arrondissement) ou l’Université Paris-Sorbonne (centre Malesherbes dans le 17e arrondissement). D'autre part, des centres d'enseignements supérieurs se trouvent au pourtour du Quartier latin proprement dit, comme le campus de Jussieu, situé lui aussi dans le 5e arrondissement, et Sciences Po dans le 7e arrondissement.
Un nouveau pôle d'enseignement supérieur connaît un important d'essor, dans le cadre de l'opération d'aménagement Paris Rive Gauche, au sud-est du Quartier latin dans la partie du 13e arrondissement jouxtant la Seine. Ce secteur intégralement reconvertit ou reconstruit depuis les années 1990 bénéficie de la présence de la bibliothèque nationale de France.
D'autres établissements sont situés dans divers endroits de Paris comme l'Université Paris-Dauphine à côté du Bois de Boulogne et ESCP Europe dans le 11e arrondissement.

### Plateau de Saclay
Depuis les années 1960 le plateau de Saclay a connu un important développement qui en a fait un des principaux espaces de la recherche en France. Il comporte à la fois une grande université (Paris XI), des centres de recherche publics et privés, et des grandes écoles telles l'École polytechnique, HEC et CentraleSupélec, et des centres de recherches publics ou privés. Depuis 2015, l’Université Paris-Saclay ambitionne de créer une marque commune autour de cette grappe universitaire.

### Autres pôles
D'autres pôles d'éducation supérieure tendent à se constituer, notamment dans les villes nouvelles de Cergy-Pontoise et Marne-la-Vallée qui ont toutes deux une université. C'est notamment à Cergy que se trouve l'ESSEC.

## Les écoles et universités en Île-de-France
(Certains se trouvent dans plusieurs catégories)
 (décembre 2020).
- Langues, lettres et sciences humaines : École normale supérieure de la rue d'Ulm, École nationale des chartes, École pratique des hautes études, École des hautes études en sciences sociales, Institut national des langues et civilisations orientales, université Panthéon-Sorbonne, Paris III, université Paris-Sorbonne, Paris VII, Paris VIII, Paris X, Paris XII, Paris XIII, université de Cergy-Pontoise
- Sciences : École normale supérieure (rue d'Ulm), École normale supérieure de Cachan,Muséum national d'histoire naturelle, Paris VI, Paris VII, Paris XI, Paris XII, université de Cergy-Pontoise.
- Droit : École de droit de la Sorbonne, Paris II, Paris X, Paris XII, Paris XIII, université de Cergy-Pontoise...
- Médecine : université Paris-Descartes, université Pierre-et-Marie-Curie, Paris XII, Paris XIII...
- Économie : École d'économie de Paris, École normale supérieure (rue d'Ulm - Paris), École normale supérieure de Cachan, École polytechnique, Université Panthéon-Sorbonne, Paris II, Paris X, Paris XII, Paris XIII, Université de Cergy-Pontoise.
- Commerce gestion, administration, MBA : ESSEC, HEC, ESCP-EAP, INSEAD, ISC Paris, Sciences Po, Paris-Dauphine, Université de Cergy-Pontoise, Télécom École de Management, IAE de Paris I Panthéon Sorbonne, ((ISE)).
- Écoles d'ingénieurs : CentraleSupélec, École polytechnique, École supérieure de physique et de chimie industrielles de la ville de Paris,, École nationale supérieure de techniques avancées, École nationale supérieure des télécommunications, École nationale des ponts et chaussées, École spéciale des travaux publics, du bâtiment et de l'industrie, École nationale supérieure des mines de Paris, École nationale supérieure d'arts et métiers, Institut supérieur de mécanique de Paris, École nationale supérieure de chimie de Paris, École des ingénieurs de la ville de Paris, l'École nationale supérieure d'arts et métiers, École nationale supérieure d'informatique pour l'industrie et l'entreprise, École pour l'informatique et les techniques avancées, École de physique et chimie de Paris, École polytechnique féminine, École supérieure d'ingénieurs en électronique et électrotechnique, École nationale des sciences géographiques, ESME-Sudria, École supérieure d'optique, École supérieure des techniques aéronautiques et de construction automobile, Institut polytechnique des sciences avancées, Télécom SudParis, Polytech'Paris-UPMC.
- Écoles d'art : École nationale supérieure des beaux-arts, l'École Boulle,
- Écoles d'architecture : École nationale supérieure d'architecture de Paris-Belleville, École nationale supérieure d'architecture de Paris-Malaquais, École d'architecture de la ville et des territoires à Marne-la-Vallée, École nationale supérieure d'architecture de Paris-Val de Seine, École nationale supérieure d’architecture de Versailles, École nationale supérieure d'architecture de Paris-La Villette, École supérieure d'architecture.
- École d'agronomie : l'Institut des sciences et industries du vivant et de l'environnement…
- Écoles spécialisées : l'École nationale vétérinaire d'Alfort, l'École supérieure de journalisme de Paris, l'École pour l'informatique et les nouvelles technologies, l'Institut polytechnique des sciences avancées, Supinfo.